# Sałatnica leśna
Sałatnica leśna (Aposeris foetida (L.) Cass. ex Less.) – gatunek rośliny należący do rodziny astrowatych. Jedyny przedstawiciel monotypowego rodzaju sałatnica Aposeris Neck. ex Cass. Dict. Sci. Nat. 48: 427. Jun 1827. Występuje w lasach liściastych Europy.

## Zasięg występowania
Występuje naturalnie w Europie. Występuje także w Polsce. W Polsce jest gatunkiem występującym na stanowiskach naturalnych w południowo-wschodniej Polsce. Gatunek wschodniokarpacki, takson reglowy.

## Morfologia

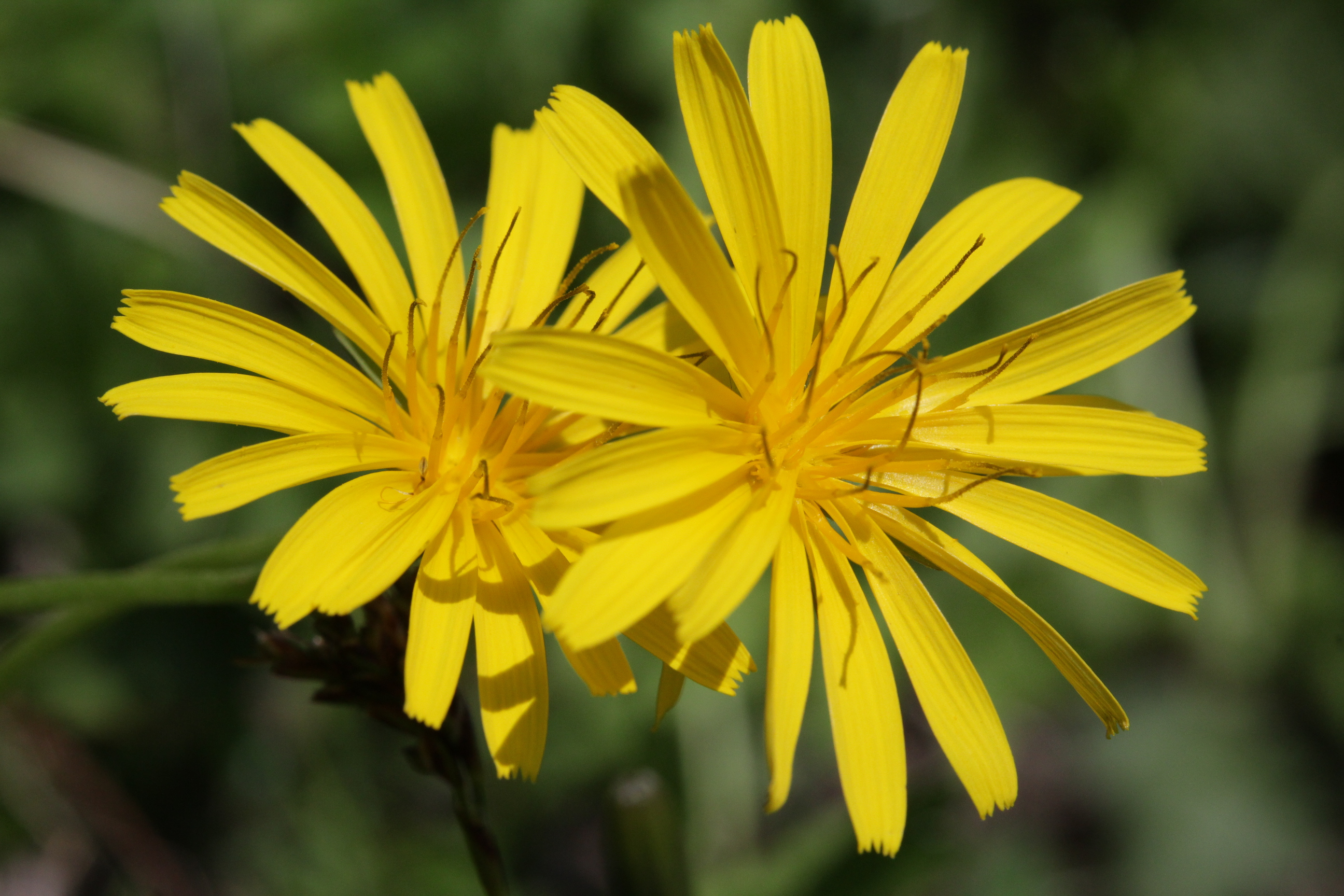
Koszyczki kwiatowe

PokrójRoślina rozetowa tworząca pędy o silnie skróconych międzywęźlach z jasnożółtym lub złocistożółtym kwiatostanem.
ŁodygaBezlistna, podnosząca się, pusta w środku (dęta) głąbik, początkowo wełniście owłosiona, później gładka, zielona lub jasnobrązowa. Roślina wypuszcza od jednej do kilku łodyg, które osiągają wysokość  od 10 do 20 cm.
LiścieOdziomkowe, zebrane w rozetę, głęboko pierzasto wcięte, podłużne, lśniące, nagie. Brzegi nierówne i nieregularnie ząbkowane, ze szpiczastymi odcinkami i tępymi lub zaokrąglonymi wcięciami. Przez środek liścia biegnie główna żyła mleczna z mlecznym sokiem. Blaszki liściowe zielone lub żółtozielone o długości do 10 cm.
KwiatyJęzyczkowe tworzące po jednym koszyczku na każdym głąbiku. Koszyczki kwiatowe o średnicy od 2,5 do 4 cm. Okrywa koszyczka złożona z kilku szeregów jajowatych lub lancetowatych listków. Ich charakterystyczną cechą jest odginanie się w dół zewnętrznych listków okrywy w czasie kwitnienia. Płatki korony zrośnięte, jasnożółte lub złocistożółte. Kwiatostan osiągając dojrzałość zmienia się w dmuchawiec.
OwoceŻeberkowane i pokryte brodawkami niełupki z długim dzióbkiem (dłuższym od owocu). Zwieńczony jest on parasolowatym aparatem lotnym powstałym z puchu kielichowego, zwiększającym powierzchnię lotną. Przez wiatr owoce przenoszone są na dalekie odległości. W czasie owocowania owoce tworzą puszystą kulę (dmuchawca).
KorzeńSpichrzowy, rozgałęziający się.

## Biologia i ekologia
RozwójBylina, autotrof, hemikryptofit (pączki zimujące znajdują się na poziomie ziemi). Kwitnie w okresie od czerwca do sierpnia. Odporna na niesprzyjające warunki, dobrze znosi cień i mrozy.
SiedliskoRośnie w lasach liściastych (dąbrowy, grądy, buczyny, łęgi) w niższych partiach górskich, na stanowiskach na glebach przeciętnie wilgotnych lub wilgotnych, umiarkowanie żyznych lub żyznych, o podłożu wapiennym. Preferuje stanowiska umiarkowanie zacienione, umiarkowanie chłodne warunki mikroklimatyczne
FitosocjologiaW klasyfikacji zbiorowisk roślinnych gatunek charakterystyczny (Ch.) dla rzędu (Fagetalia sylvaticae) należącego do klasy europejskich mezo- i eutroficznych lasów liściastych. Gatunek neutralny wobec kontynentalizmu.
Cechy fitochemiczneWszystkie części rośliny zawierają sok mleczny o nieprzyjemnym zapachu.